# Tour des Pénitents
La tour des Pénitents est l'un des derniers vestiges des remparts de la ville de Mende. L'édifice est classé au titre des monuments historiques depuis le 19 mars 1943.

## Description
La tour tient son nom de la chapelle qui lui est accolée et qui était une possession des Pénitents blancs de Mende.

## Localisation
La tour est située dans le nord-est du centre ville.

## Historique